# Бидос
Бидо́с (фр. Bidos) — коммуна во Франции, находится в регионе Аквитания. Департамент — Атлантические Пиренеи. Входит в состав кантона Олорон-Сент-Мари-1. Округ коммуны — Олорон-Сент-Мари.
Код INSEE коммуны — 64126.

## География

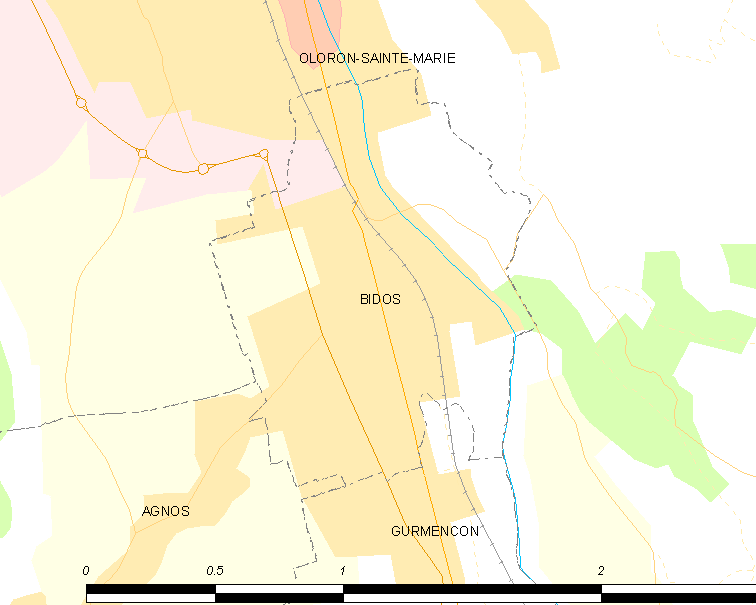
Карта коммуны

Коммуна расположена приблизительно в 680 км к югу от Парижа, в 185 км южнее Бордо, в 24 км к юго-западу от По.
По территории коммуны протекает река Гав-д’Асп.

### Климат
Климат тёплый океанический. Зима мягкая, средняя температура января — от +5°С до +13°С, температуры ниже −10 °C бывают редко. Снег выпадает около 15 дней в году с ноября по апрель. Максимальная температура летом порядка 20-30 °C, выше 35 °C бывает очень редко. Количество осадков высокое, порядка 1100 мм в год. Характерна безветренная погода, сильные ветры очень редки.

## Население
Население коммуны на 2010 год составляло 1166 человек.
| 1962 | 1968 | 1975 | 1982 | 1990 | 1999 | 2010 |
| ---- | ---- | ---- | ---- | ---- | ---- | ---- |
| 570  | 1018 | 1215 | 1312 | 1317 | 1195 | 1166 |

## Администрация
| Период | Период | Фамилия          | Партия | Примечания |
| ------ | ------ | ---------------- | ------ | ---------- |
| 1995   | 2001   | Юбер Леви        |        |            |
| 2001   | 2008   | Жан-Жак Борденав |        |            |
| 2008   | 2020   | Андре Пайас      |        |            |

## Экономика
В 2010 году среди 657 человек трудоспособного возраста (15-64 лет) 452 были экономически активными, 205 — неактивными (показатель активности — 68,8 %, в 1999 году было 67,9 %). Из 452 активных жителей работали 410 человек (223 мужчины и 187 женщин), безработных было 42 (17 мужчин и 25 женщин). Среди 205 неактивных 53 человека были учениками или студентами, 95 — пенсионерами, 57 были неактивными по другим причинам.

## Достопримечательности
- Замок Лассаль (XVIII век). Исторический памятник с 2006 года[4]
- Церковь Св. Мартина (XIX век)[5]

## Фотогалерея

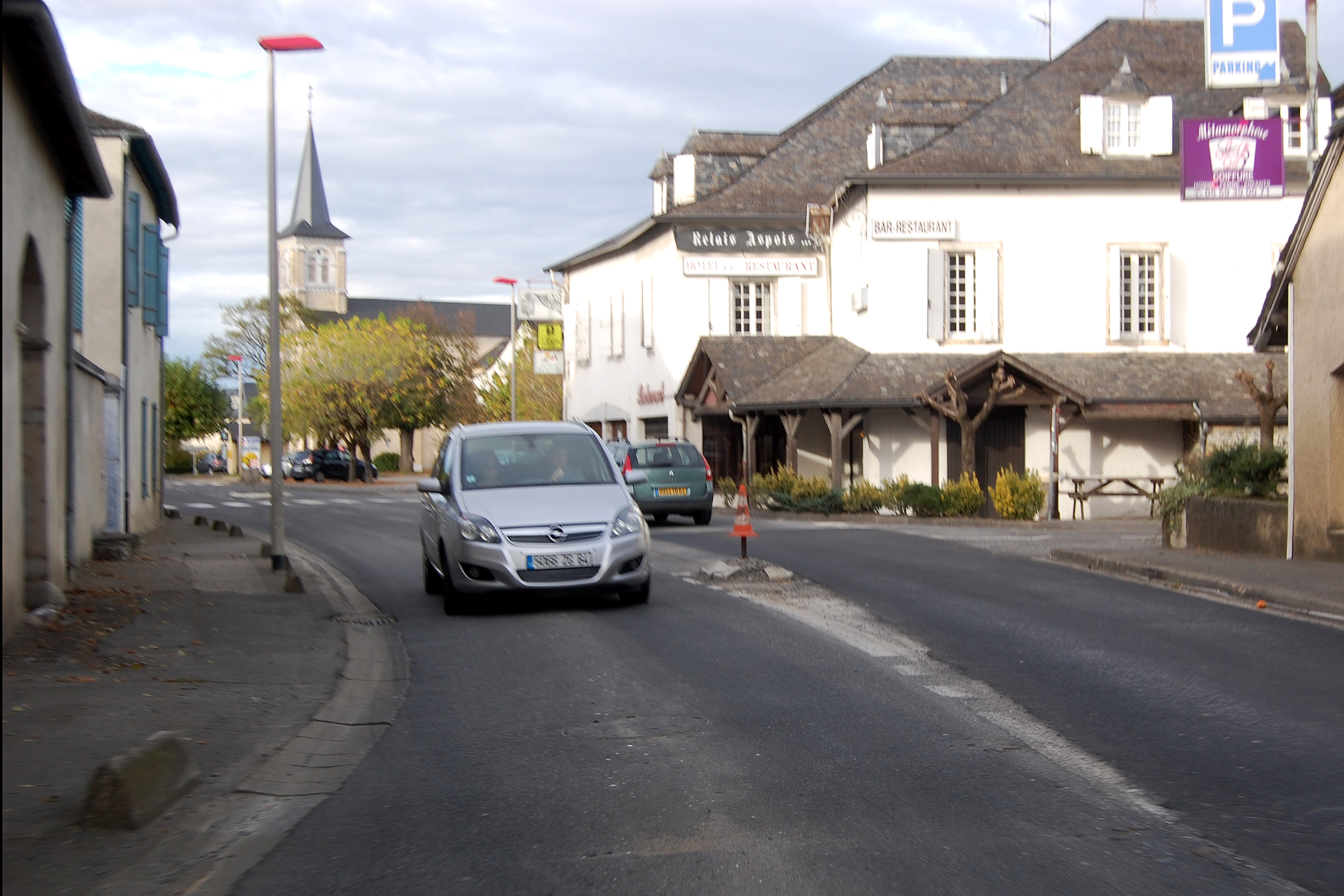
Бидос
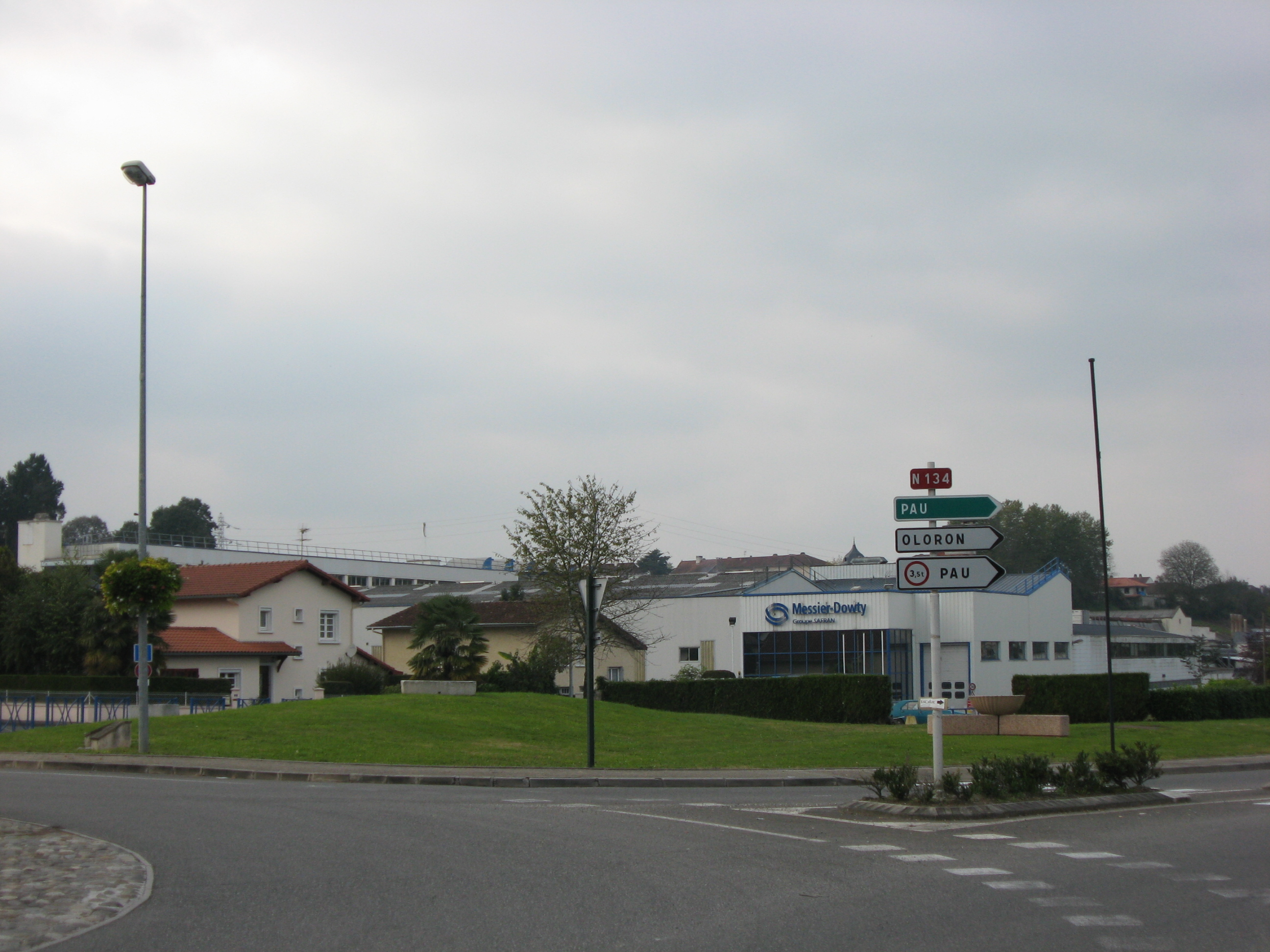
Бидос
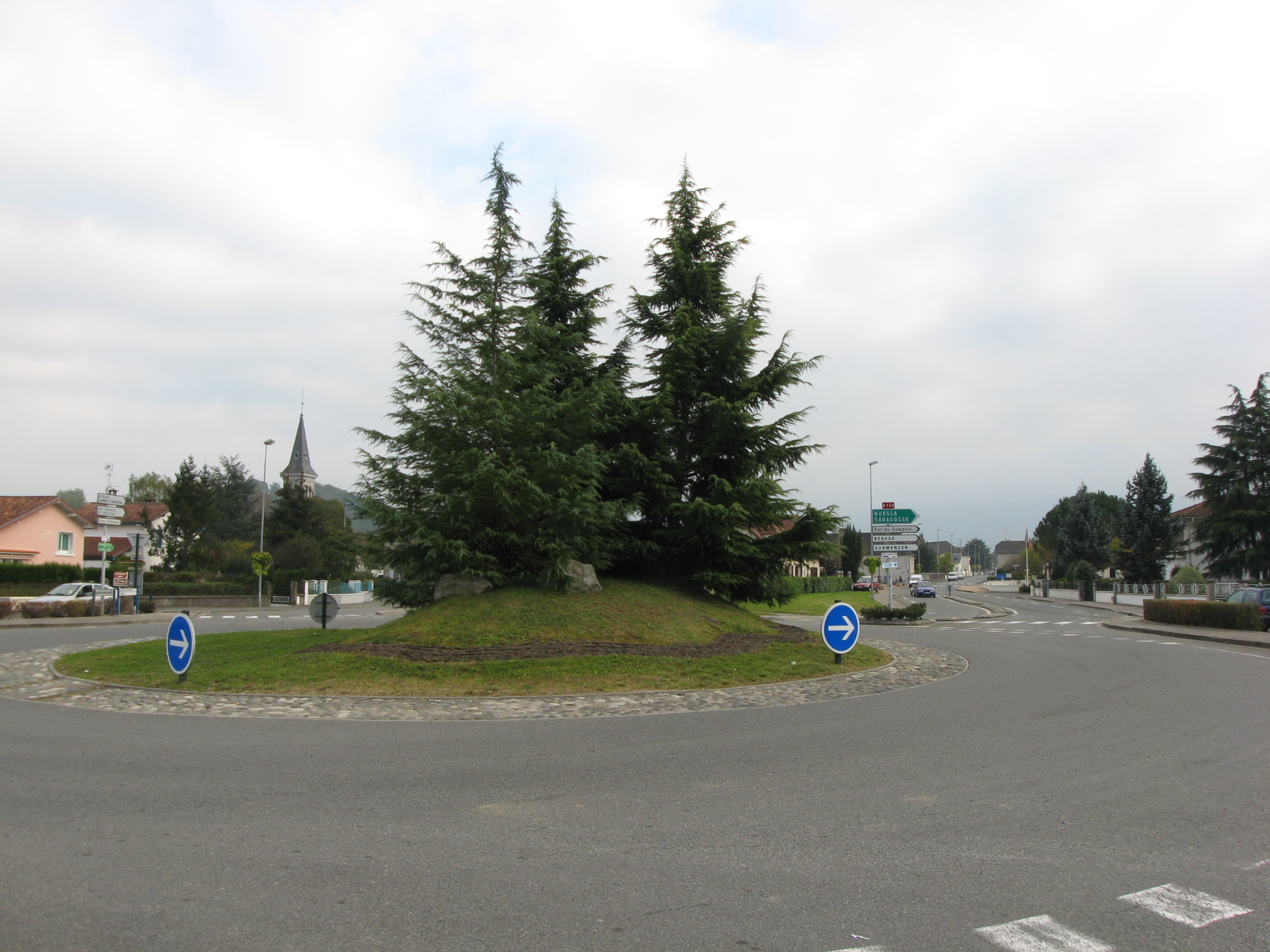
Бидос